# 総和
数学において、総和（そうわ、summation）とは、与えられた複数の数を全て足した和のことである。与えられた数たちの間に和の交換法則、結合法則が成り立てば、それらの総和は一意に決まる。

## 概説
有限個の数を加えるためには 2 つの数を加えるという操作を帰納的に繰り返せばよく、加法については交換法則が成り立つので、このとき数を加える順序は気にする必要もない。一方で、無限個の数を加えるということはそれほど自明な操作ではない。18世紀以前には、無限個の和に対しても有限和と同じように、加える順序について放漫に扱われる傾向にあり、奇妙な矛盾を結果として導いてしまうこともたびたびあったようである。
無限和についての正しい取り扱いは、ディリクレ、リーマン、コーシーといった数学者によって極限の概念が整備される19世紀を待たなければならなかった。

## 定義
総和は、加法が定義された集合 M の元の列 x1, x2, …, xn に対する n 項演算（n は順序数）である。それは、再帰的に次のように定義される。
- s1 = x1,
- si = si−1 + xi (i =1, 2, …, n)

こうして得られる si は i 番目の部分和 (partial sum) と呼ばれる。n が有限であれば、この操作は有限回で終了し、x1, x2, …, xn の総和は部分和 sn に等しい。これを
{\displaystyle s_{n}=\sum _{i=1}^{n}x_{i}}
と記す。記号 Σ はギリシア文字のシグマの大文字であり、レオンハルト・オイラーが初めて使用した。これは、Sum（和）を意味するラテン語 Summa の頭文字 S の翻字である。また、Σ の上下の添字は、添え字 i の値を 1 より始めて n まで順に動かすことを表す。総和は、線型性を持つ演算である。
- {\displaystyle \sum _{i=a}^{b}\left(x_{i}+y_{i}\right)=\left(\sum _{i=a}^{b}x_{i}\right)+\left(\sum _{i=a}^{b}y_{i}\right)}
- {\displaystyle \sum _{i=a}^{b}\lambda x_{i}=\lambda \sum _{i=a}^{b}x_{i}}

また、有限集合 R の濃度を n とすると、R は有限の順序数 n で添え字付けられるので、R の全ての元に適当に番号を振って x1, x2, …, xn
とすれば、集合 R の元の総和を定義できる。これを
{\displaystyle \sum R=\sum _{x\in R}x=\sum _{i=1}^{n}x_{i}}
などと記す。もちろん R が空集合であっても構わない。特に、和の定義された集合 M に和に関する単位元（零元）0M が存在するとき、あるいは基点が定められているとき、便宜的に空集合を添え字集合 I とする列（つまりは空な列）の総和は零元あるいは基点とする。すなわち、
{\displaystyle \sum \emptyset =0_{M}.}

## 級数
有限和の場合を拡張して、可算無限個の元の列 x1,x2, … に対しても総和を定義することができる。これを特に無限和 (infinite sum)、無限級数 (infinite series) あるいは単に級数（きゅうすう、series）と呼ぶ。
総和と同様に、部分和をとる操作を行う。しかし、この操作は、元が有限個である場合と違って有限回で終了しない。ここで、部分和 si の極限を級数の値とする（ただし、チェザロ和などのように値の算出法が異なる総和法も存在する）。部分和の列 si が収束または発散することを以って、級数は収束 (converge) あるいは発散 (diverge) するという。与えられた列から作られる級数が収束するとき、その級数の値をもとの列の和と呼ぶ。
可算列 {xi}i∈N の級数を記号で
{\displaystyle \sum _{i=1}^{\infty }x_{i}}
と表す。このようにして、可算無限集合の全ての元に対しても、先程と同様に級数として総和を定義することができる。なお上の級数は、
{\displaystyle \sum _{i=1}^{\infty }x_{i}=\sum _{i\in \mathbb {N} }x_{i}}
とも書かれる。
なお一般に（可算とは限らない）無限集合で添え字付けられるような元の族 (xλ)λ∈Λ の総和も形式的には
{\displaystyle \sum _{\lambda \in \Lambda }x_{\lambda }}
として表すことができるが、この場合きちんと収束性について調べなければ、これが定義されているのかすら分からない。

### 絶対収束・条件収束
無限数列の級数
{\displaystyle \sum _{i=1}^{\infty }x_{i}}
に対して、
{\displaystyle \sum _{i=1}^{\infty }\left|x_{i}\right|}
が収束する場合、この級数は絶対収束する (converge absolutely) という。絶対収束していれば、級数は収束する。
絶対収束していないが収束する場合、この級数は条件収束する (converge conditionally) という。
注意すべきこととして､有限和に対しては和の順序を変えても結果は変わらないのに対して、無限和の場合には順序を変えると結果が変わってしまうことがあり得る。正確に述べると φ を自然数の集合 N 上の置換とするとき、
{\displaystyle \sum _{i=1}^{\infty }x_{\phi (i)}\neq \sum _{i=1}^{\infty }x_{i}}
となることが起こり得る。
ただし、級数が絶対収束しているならば（有限和の場合と同じく）和の順序を変えても結果は変わらないので、収束性を調べる場合に絶対収束はとても重要な性質の一つになる。

## 公式
- {\displaystyle \textstyle \sum \limits _{i=1}^{n}0=0}
- {\displaystyle \textstyle \sum \limits _{i=1}^{n}1=n}
- {\displaystyle \textstyle \sum \limits _{i=1}^{n}C=nC}
- {\displaystyle \textstyle \sum \limits _{i=1}^{n}i={\dfrac {1}{2}}{n(n+1)}}
- {\displaystyle \textstyle \sum \limits _{i=1}^{n}i^{2}={\dfrac {1}{6}}{n(n+1)(2n+1)}}
- {\displaystyle \textstyle \sum \limits _{i=1}^{n}i^{3}=\left\{{\dfrac {1}{2}}n(n+1)\right\}^{2}}
- {\displaystyle \textstyle \sum \limits _{i=1}^{n}i^{4}={\dfrac {1}{30}}n(n+1)(2n+1)(3n^{2}+3n-1)}
- {\displaystyle \textstyle \sum \limits _{i=1}^{n}i^{5}={\dfrac {1}{12}}n^{2}(n+1)^{2}(2n^{2}+2n-1)}
- {\displaystyle \textstyle \sum \limits _{i=1}^{n}\prod \limits _{j=0}^{k}(i+j)={\dfrac {1}{k+2}}\prod \limits _{j=0}^{k+1}(n+j)}
- {\displaystyle \textstyle \sum \limits _{i=0}^{n}i^{m}={\dfrac {(n+1)^{m+1}}{m+1}}+\sum \limits _{k=1}^{m}{\dfrac {B_{k}}{m-k+1}}\displaystyle {m \choose k}(n+1)^{m-k+1}}（Bk はベルヌーイ数）
- {\displaystyle \textstyle \sum \limits _{i=1}^{n}(2i-1)=n^{2}}
- {\displaystyle \textstyle \sum \limits _{i=0}^{n}x^{i}={\dfrac {x^{n+1}-1}{x-1}}}（または{\displaystyle {\frac {x(1-x^{n})}{1-x}}+1\quad (x\neq 1)}でもよい。）

- {\displaystyle \textstyle \sum \limits _{i=0}^{\infty }x^{i}={\dfrac {1}{1-x}}\quad \left(|x|<1\right)}
- {\displaystyle \textstyle \sum \limits _{i=0}^{n}\displaystyle {n \choose i}=2^{n}}
- {\displaystyle \textstyle \sum \limits _{i=0}^{n-1}\displaystyle {i \choose k}={n \choose k+1}}